# Margaret Drummond
Margaret Drummond, död 1502, var en skotsk adelskvinna. Hon är känd som mätress 1496-1497 till kung Jakob IV av Skottland, med vilken hon 1498 fick ett barn, Margaret Stewart, lady Gordon. Hon är föremål för en romantisk legend, enligt vilken hon ska ha blivit giftmördad för att göra det möjligt för kungen att ingå ett politiskt äktenskap.